# Maurícia Leonor de Portugal
Maurícia Leonor de Portugal (Delft, 10 de maio de 1609 - Bergen op Zoom, 25 de junho de 1674), também conhecida como Mauritia Eleonora do Crato, foi uma princesa portuguesa, sendo a nona dos dez filhos de D. Manuel, Príncipe de Portugal (1568-1638), filho do auto-proclamado rei português D. António de Portugal, Prior do Crato, e de D. Emília, Princesa de Orange e Condessa de Nassau (1569-1629), filha de Guilherme I, Príncipe de Orange, e de Ana, Princesa da Saxónia e Condessa de Hesse.

## Biografia
Oriunda do seio da família real portuguesa, sendo bisneta de D. Luís, Príncipe de Portugal e Duque de Beja, filho do rei D. Manuel I de Portugal, após a crise sucessória de 1580 e a auto-proclamação ao trono pelo seu avô D. António de Portugal, Prior do Crato, seguindo-se a consequente perda do título apenas um mês depois na Batalha de Alcântara para Filipe II de Espanha, em 1580 o seu pai, D. Manuel, então príncipe de Portugal, partiu em busca de exílio para França e posteriormente para a República das Sete Províncias Unidas dos Países Baixos, onde se casou em segredo com a princesa Emília de Orange, a 17 de novembro de 1597, em Haia. Fruto desse evento, não aprovando a união secreta de sua irmã com o aristocrata português, Maurício, Príncipe de Orange, baniu a sua irmã da corte durante dez anos, obrigando o recém-casado casal a viver em Delft e Roterdão durante os primeiros anos do seu casamento.
Fruto do casamento dos seus pais, D. Maurícia Leonor de Portugal, também conhecida pela alcunha de Mauke, nasceu a 10 de maio de 1609, sendo a nona dos dez filhos do casal. Era irmã de D. Maria Bélgica de Portugal (1598-1647), D. Manuel António de Portugal (1600-1666), D. Emília Luísa de Portugal (1603-1670), D. Luís Guilherme de Portugal, 1º Marquês de Trancoso (1604-1660), D. Ana Luísa Frísia de Portugal (1605-1669), D. Juliana Catarina de Portugal (1607-1680) e D. Sabina Delphica de Portugal (1612-1670), tendo a primeira e quinta filha do casal falecido durante o parto. 
Anos mais tarde, após a sua mãe e o seu tio reconciliarem-se, a família passou a viver na corte real de Orange, contudo, devido a divergências entre o príncipe Maurício e D. Manuel, que apoiava a infanta Isabel Clara Eugénia da Espanha, inimiga da Casa de Orange, pouco depois o seu pai partiu para Bruxelas, onde foi aceite na corte espanhola. Abandonada pelo seu marido, Emília de Nassau partiu para a Suíça, onde passou a residir no Castelo de Prangis, com as suas filhas.
Após a morte da sua mãe em 1629, D. Maurícia Leonor de Portugal regressou aos Países Baixos. Vivendo na corte do seu tio Frederick Henry, Príncipe de Orange e Estatuder da República Holandesa e de sua esposa Amália de Solms-Braunfels, a aristocrata portuguesa que partilhava o quarto com a condessa Louise Christine de Solms-Braunfels, irmã mais nova da sua tia, tornou-se numa forte aliada de Amália de Solms-Braunfels, sendo lhe pedido para espiar e convencer a sua prima Louise Henriette de Nassau a se casar com Frederico Guilherme, eleitor de Brandemburgo, após Carlos II da Inglaterra a ter recusado para matrimónio.
Após o casamento de Louise Christine com Frederico Guilherme em dezembro de 1646, como agradecimento pelas suas acções, Amália de Solms-Braunfels arranjou o casamento de D. Maurícia Leonor de Portugal, então com 38 anos, com George Frederick, Príncipe de Nassau-Siegen (1606-1674) a 4 de junho de 1647 em 's-Gravenhage, actual cidade de Haia, onde passou a residir.
Faleceu a 25 de junho de 1674, em Bergen op Zoom, sem deixar descendência.